# Jan Šeba
Jan Šeba (26. prosince 1886 Ledeč nad Sázavou – 25. července 1953 Plzeň) byl československý legionář, diplomat a politik, meziválečný poslanec Národního shromáždění za Československou stranu národně socialistickou.

## Biografie
V roce 1909 úspěšně ukončil studium pojistné matematiky na Českém vysokém učení technickém v Praze. Potom pracoval u banky Slávie v Praze. Po vypuknutí 1. světové války sloužil krátký čas v rakousko-uherské armádě, dne 28. 11. 1914 byl v Haliči zajat. Od roku 1916 se podílel na organizování československých legií v Rusku. Od 29. 12. 1917 se stal příslušníkem československých legií v Itálii, kde v hodnosti kapitána působil jako vojenský zmocněnec náčelníka československé mise v Itálii. Později (do konce roku 1919) působil v hodnosti podplukovníka jako vojenský zmocněnec při vyslanectví ČSR v Římě.
Ve 20. letech 20. století působil jako vyslanec Československa v Itálii a v Království Srbů, Chorvatů a Slovinců. Post musel opustit po nástupu diktatury krále Alexandra I. Karađorđeviće a vyhlášení Jugoslávie, protože mimo jiné neměl dobré vztahy s důstojnickou frakcí, která ve státě převzala moc. Pak se angažoval v domácí politice a stal se generálním tajemníkem národních socialistů. K této funkci mu dopomohla přímluva Edvarda Beneše, mezi jehož stoupence patřil. Působil pak jako Benešův důvěrník v této straně. Na postu generálního tajemníka byl potvrzen v dubnu 1931, ale krátce nato byl z vedení strany vytlačen na nátlak křídla okolo Emila Frankeho. Během 30. let zastával další diplomatické posty. Od září 1932 do března 1937 byl vyslancem v Rumunsku a od září 1937 do března 1939 byl velvyslancem v Číně.
V parlamentních volbách v roce 1929 získal poslanecké křeslo v Národním shromáždění. Na mandát rezignoval roku 1932 a jeho poslanecký post zaujal Jaroslav Hynek.
Povoláním byl podle údajů z roku 1930 vyslancem a zplnomocněným ministrem ČSR v Bělehradě. V roce 1937 působil na postu československého velvyslance v Rumunsku. Poté, co v roce 1937 polský ministr zahraničí Józef Beck přednesl rumunské vládě návrh na zrušení spojenecké smlouvy s Československem za dohodu s Maďarskem, velvyslanec Šeba vyslovil návrh na vojenskou spolupráci Malé dohody se Sovětským svazem. To vzhledem k rumunsko–sovětskému sporu o Besarábii vyvolalo v Bukurešti skandál, který na návrh a naléhání rumunského premiéra Gheorghe Tătăresca na Milana Hodžu vyústil v odvolání velvyslance Šeby do Prahy.
Ve 30. letech 20. století si od architekta Aloise Mezery pro sebe pro sebe a pro svou rodinu nechal postavit vilu na Hanspaulce. V 50. letech z ní byl i s rodinou vystěhován v rámci Akce B. Vilu pak v roce 1972 zakoupil komunistický politik Milouš Jakeš, který v ní po dlouhá léta s rodinou žil.
Zemřel v Plzni, pochován je v Ledči nad Sázavou.